# Inițiativa Central Europeană

Statele membre

Inițiativa Central Europeană (ICE) este un forum de cooperare regională în Europa Centrală, de Est și de Sud-Est, numărând 18 state membre. Acesta a fost format în Budapesta în 1989.

## Istorie
Inițiativa Central Europeană sau ICE este cel mai vechi și cel mai mare forum pentru cooperare regională în Europa Centrală, de Est și de Sud-Est. Acesta numară acum 18 state membre: Albania, Austria, Belarus, Bosnia și Herțegovina, Bulgaria, Croația, Republica Cehă, Ungaria, Italia, Macedonia, Republica Moldova, Muntenegru, Polonia, România, Serbia, Slovacia, Slovenia și Ucraina. Originea Inițiativei Central Europene constă în crearea Quadragonale la Budapesta, pe 11 noiembrie 1989, a căror tați fondatori au fost Italia, Austria, Ungaria și Republica Socialistă Federativă Iugoslavia (RSF Iugoslavia).
Inițiativa vizează depășirea diviziunii în blocuri prin restabilirea legăturii de cooperare, între țările de orientări politice diferite și structurilor economice.
La primul summit în Veneția în 1990, Cehoslovacia a fost admisă, iar inițiativa a fost redenumit Pentagonale. În 1991, cu admiterea Poloniei a devenit Hexagonale.
Organizația a fost redenumită Inițiativa Central Europeană (ICE), în 1992. Cu aceeași ocazie, Macedonia, Bosnia și Herțegovina, Croația și Slovenia au fost admise ca state membre. Republica Cehă și Slovacia au fost admise la ICE în 1993 ca urmare a dizolvării Cehoslovaciei. În 1996 Albania, Belarus, Bulgaria, Republica Moldova, România și Ucraina au aderat la ICE ca membri cu drepturi depline.
Calitatea de membru actual derivă din aderarea Republicii Federale Iugoslavia (ulterior statul unit Serbia și Muntenegru și mai târziu Serbia), în anul 2000 și Muntenegru, în 2006.
Sediul ICE este în Triest (Italia) din 1996.

## Membri
Membri fondatori:
- Austria (1989)
- Ungaria (1989)
- Italia (1989)
- Iugoslavia (1989-1992)

S-au alăturat mai târziu:
- Cehoslovacia (1990-1992)
- Polonia (1991)
- Bosnia și Herțegovina (1992)
- Croația (1992)
- Slovenia (1992)
- Macedonia de Nord (1993)
- Cehia (1993)
- Slovacia (1993)
- Albania (1995)
- Belarus (1995)
- Bulgaria (1995)
- Republica Moldova (1996)
- România (1995)
- Ucraina (1995)
- Serbia (2000)
- Muntenegru (2 august 2006)